# Васиновка (Ореховский район)
Васиновка (укр. Васинівка) — село,
Преображенский сельский совет,
Ореховский район,
Запорожская область,
Украина.
Код КОАТУУ — 2323987802. Население по переписи 2001 года составляло 161 человек.

## Географическое положение
Село Васиновка находится на правом берегу реки Жеребец,
выше по течению на расстоянии в 2,5 км расположено село Омельник,
ниже по течению на расстоянии в 4,5 км расположено село Таврическое.
По селу протекает пересыхающий ручей с запрудой.

## История
- 1782 год — дата основания.